# Copa Libertadores de Futebol de Areia de 2016
A Copa Libertadores de Futebol de Areia de 2016 foi a primeira edição do torneio sul-americano de clubes de futebol de areia. A disputa ocorreu na Praia do Gonzaga em Santos, São Paulo, Brasil. A competição contou com nove equipes campeãs nacionais de nove países afiliados à CONMEBOL, apenas o Equador não possuia representante. 
O torneio seria disputado entre 6 e 11 de dezembro de 2016, porém, por solicitação da Confederação Brasileira de Futebol (CBF) foi adiado em respeito às 71 vítimas da tragédia da Chapecoense ocorrido em 29 de novembro de 2016 na Colômbia. Assim, mesmo sendo disputada em 2017, a edição é referente ao ano de 2016, por motivos de homologação junto à CONMEBOL.
O Vasco da Gama, de maneira invicta, sagrou-se o primeiro campeão da competição, ao vencer o Rosario Central na final.

## Equipes classificadas
| País                 | Equipe            | Classificação                            | Fase           |
| -------------------- | ----------------- | ---------------------------------------- | -------------- |
| Argentina · (1 vaga) | Rosario Central   | Campeão do Campeonato Argentino de 2016  | Fase de grupos |
| Bolívia · (1 vaga)   | Hamacas FC        | Campeão do Campeonato Boliviano de 2016  | Fase de grupos |
| Brasil · (1 vaga)    | Vasco da Gama     | Campeão do Campeonato Brasileiro de 2016 | Fase de grupos |
| Chile · (1 vaga)     | Deportes Iquique  | Campeão do Campeonato Chileno de 2016    | Fase de grupos |
| Colômbia · (1 vaga)  | Santa Marta       | Campeão do Campeonato Colombiano de 2016 | Fase de grupos |
| Paraguai · (1 vaga)  | Puerta del Lago   | Campeão do Campeonato Paraguaio 2016     | Fase de grupos |
| Peru · (1 vaga)      | Punta Hermosa     | Campeão do Campeonato Peruano de 2016    | Fase de grupos |
| Uruguai · (1 vaga)   | Malvín            | Campeão do Campeonato Uruguaio 2016      | Fase de grupos |
| Venezuela · (1 vaga) | Reales de Miranda | Campeão do Campeonato Venezuelano 2016   | Fase de grupos |

## Fórmula de disputa
Na Fase de Grupos, as nove equipes divididas em dois grupos, um grupo com cinco equipes e o outro com quatro, jogam entre si em turno único dentro de cada grupo. Vitória no tempo regular vale 03 (três) pontos, vitória na prorrogação vale 02 (dois) pontos, enquanto vitória na disputa por pênaltis vale 01 (um) ponto. Os dois primeiros de cada grupo classificam-se às Semifinais. Os vencedores disputam a Final.

### Critério de desempate
1. Confronto direto
2. Maior saldo de gols
3. Maior número de gols pró (marcados)
4. Menor número de cartões vermelhos
5. Menor número de cartões amarelos
6. Sorteio

## Fase de Grupos
|  | Equipes classificadas à Fase Final                |
|  | Equipes classificadas à Disputa do 5º ao 8º lugar |
|  | Equipe eliminada                                  |

### Grupo A

#### Classificação
| Time              | P  | J | V | V+ | D | GP | GC | SG  |
| ----------------- | -- | - | - | -- | - | -- | -- | --- |
| Vasco da Gama     | 12 | 4 | 4 | 0  | 0 | 33 | 9  | +24 |
| Deportes Iquique  | 9  | 4 | 3 | 0  | 1 | 22 | 18 | +4  |
| Malvín            | 5  | 4 | 1 | 1  | 2 | 22 | 26 | –4  |
| Hamacas FC        | 1  | 4 | 0 | 1  | 3 | 15 | 25 | –10 |
| Reales de Miranda | 0  | 4 | 0 | 0  | 4 | 11 | 25 | –14 |

#### Resultados
| Segunda-feira, 9 de janeiro | Malvín                                                                                      | 8 – 6 (pro) | Hamacas FC                                          | Arena da Praia do Gonzaga, Santos |
| 16:15                       | Ricar 7' · Marquinhos 12' · Pampero 13' · Nico 19' · Martín 24' · Matias 25' · Estevado 38' | Relatório   | 2' 8' Castelo · 13' 16' 32' Zambrano · 20' Portales |                                   |

| Segunda-feira, 9 de janeiro | Reales de Miranda | 1 – 7     | Vasco da Gama                                                           | Arena da Praia do Gonzaga, Santos |
| 17:30                       | Chino 36'         | Relatório | 1' Lucão · 7' Antonio · 10' Alan · 13' 21' 32' Luquinhas · 20' Catarino |                                   |

| Terça-feira, 10 de janeiro | Hamacas FC                                 | 4 – 4 (pro) | Reales de Miranda                 | Arena da Praia do Gonzaga, Santos |
| 15:00                      | Castedo 3' 16' · Chino 18' · Rodríguez 19' | Relatório   | 7' Daniel · 16' Fred · 18' Chávez |                                   |

|  |       | Penalidades |
|  | 3 – 2 |             |

| Terça-feira, 10 de janeiro | Malvín                                        | 4 – 6     | Deportes Iquique                                                                  | Arena da Praia do Gonzaga, Santos |
| 17:30                      | Martín 8' · Tato 11' · Bruno 17' · Matías 34' | Relatório | 4' Echeverría · 30' Vega · 31' Flores · 33' Rodríguez · 35' Belaunde · 36' Argote |                                   |

| Quarta-feira, 11 de janeiro | Deportes Iquique                                              | 6 – 3     | Reales de Miranda                 | Arena da Praia do Gonzaga, Santos |
| 15:00                       | Echeverría 1' 2' 35' · Belaunde 1' · Bolívar 10' · Abarca 31' | Relatório | 13' Daniel · 17' Fred · 21' Piter |                                   |

| Quarta-feira, 11 de janeiro | Vasco da Gama                                                                               | 8 – 1     | Hamacas FC  | Arena da Praia do Gonzaga, Santos |
| 17:30                       | Jorginho 8' 24' · Bokinha 10' 14' · Catarino 16' · Rafinha 23' · Lucão 25' · Mauricinho 35' | Relatório | 36' Yosimar |                                   |

| Quinta-feira, 12 de janeiro | Malvín                                                                                              | 8 – 3 | Reales de Miranda                            | Arena da Praia do Gonzaga, Santos |
| 16:15                       | Tonga 11' 36' · Matías 12' · Bruno 19' · Martín 22' · Estevao 27' · Esteban 31' · Daniel (g.c.) 31' |       | 14' Fred · 15' Landaeta · 36' (g.c.) Pampero |                                   |

| Quinta-feira, 12 de janeiro | Vasco da Gama                                             | 7 – 5     | Deportes Iquique                                         | Arena da Praia do Gonzaga, Santos |
| 17:30                       | Rafinha 1' · Bokinha 12' 19' 35' 36' · Mauricinho 14' 20' | Relatório | 1' Echeverría · 8' Argote · 10' 22' Belaunde · 18' Yáñez |                                   |

| Sexta-feira, 13 de janeiro | Deportes Iquique                                 | 5 – 4 | Hamacas FC                                    | Arena da Praia do Gonzaga, Santos |
| 17:30                      | Belaunde 4' · Antillanca 9' 13' · Echeverría 36' |       | 12' 34' Zambrano · 21' Viruez · 36' Rodríguez |                                   |

| Sexta-feira, 13 de janeiro | Vasco da Gama | 11 – 2 | Malvín                    | Arena da Praia do Gonzaga, Santos |
| 17:30                      | Lucão 1' 30' · Luquinhas 7' · Alan 9' · Jordan 22' 35' · Mauricinho 29' 47' · Bokinha 38' · Cesinha 41' · Rafinha 45' |        | 36' Estevao · 40' Pampero |                                   |

### Grupo B

#### Classificação
| Time            | P | J | V | V+ | D | GP | GC | SG |
| --------------- | - | - | - | -- | - | -- | -- | -- |
| Rosario Central | 6 | 3 | 2 | 0  | 1 | 14 | 12 | +2 |
| Punta Hermosa   | 4 | 3 | 1 | 1  | 1 | 12 | 13 | –1 |
| Santa Marta     | 3 | 3 | 1 | 0  | 2 | 9  | 9  | 0  |
| Puerta del Lago | 3 | 3 | 1 | 0  | 2 | 13 | 14 | –1 |

#### Resultados
| Terça-feira, 10 de janeiro | Rosario Central                                        | 4 – 5     | Punta Hermosa                                        | Arena da Praia do Gonzaga, Santos |
| 13:45                      | Ponzetti 15' · Malias 18' · D’Amico 20' · Agustini 29' | Relatório | 4' Mayorga · 18' Vidal · 34' Ribas · 31' 32' Arteaga |                                   |

| Terça-feira, 10 de janeiro | Santa Marta                             | 4 – 2     | Puerta del Lago              | Arena da Praia do Gonzaga, Santos |
| 16:15                      | Prado 24' 25' · Anaya 26' · Aisland 27' | Relatório | 25' Rodríguez · 34' Carballo |                                   |

| Quarta-feira, 11 de janeiro | Rosario Central                                      | 4 – 2     | Santa Marta           | Arena da Praia do Gonzaga, Santos |
| 13:45                       | Agustini 2' 32' · Garcia 7' (g.c.) · M. Ponzetti 19' | Relatório | 3' Aislan · 23' Perea |                                   |

| Quarta-feira, 11 de janeiro | Puerta del Lago | 6 – 4 | Punta Hermosa | Arena da Praia do Gonzaga, Santos |
| 16:15                       |                 |       |               |                                   |

| Sexta-feira, 13 de janeiro | Punta Hermosa | 3 – 3 (pro) | Santa Marta | Arena da Praia do Gonzaga, Santos |
| 13:45                      |               |             |             |                                   |

|  |       | Penalidades |
|  | 2 – 0 |             |

| Sexta-feira, 13 de janeiro | Puerta del Lago                                    | 5 – 6 | Rosario Central                                                                          | Arena da Praia do Gonzaga, Santos |
| 16:15                      | Guerrero 5' · Carballo 12' 27' 33' · Rodríguez 24' |       | 3' D’amico · 5' Malias · 23' Gómez · 24' Donato · 31' (g.c.) Rodríguez · 33' M. Ponzetti |                                   |

## Definição de 5º ao 8º lugar
|  | 5º ao 8º lugar  | 5º ao 8º lugar  |   |               | Quinto lugar  | Quinto lugar |  |
|  |                 |                 |   |               |               |              |  |
|  | 14 de janeiro   |                 |   |               |               |              |  |
|  | Santa Marta     | 6               |   |               |               |              |  |
|  | Hamacas FC      | 4               |   |               |               |              |  |
|  |                 |                 |   |               |               |              |  |
|  |                 |                 |   |               | 15 de janeiro |              |  |
|  |                 |                 |   |               | Santa Marta   | 2            |  |
|  |                 | Puerta del Lago | 5 |               |               |              |  |
|  |                 |                 |   |               |               |              |  |
|  |                 |                 |   |               |               |              |  |
|  |                 |                 |   |               | Sétimo lugar  |              |  |
|  | 14 de janeiro   | 14 de janeiro   |   | 15 de janeiro | 15 de janeiro |              |  |
|  | Malvín          | 6               |   | Hamacas FC    | 8             |              |  |
|  | Puerta del Lago | 8               |   |               | Malvín        | 10           |  |

### 5º ao 8º lugar
| Sábado, 14 de janeiro | Santa Marta                                         | 6 – 4 | Hamacas FC                                                   | Arena da Praia do Gonzaga, Santos |
| 09:15                 | Aislan 3' · Zulueta 7' 20' · Perea 25' · Garcia 28' |       | 2' Oliva · 4' Morón · 24' Braulio García · 25' (g.c.) Garcia |                                   |

| Sábado, 14 de janeiro | Malvín                                            | 6 – 8 | Puerta del Lago                                            | Arena da Praia do Gonzaga, Santos |
| 10:30                 | Estevao 2' · Martín 4' · Tonga 19' 30' · Nico 28' |       | 3' 14' 16' Carballo · 23' 24' Guerrero · 24' 28' 30' Ojeda |                                   |

### Disputa pelo 7º lugar
| Domingo, 15 de janeiro | Hamacas FC | 8 – 10 | Malvín | Arena da Praia do Gonzaga, Santos |
| 10:00                  |            |        |        |                                   |

### Disputa pelo 5º lugar
| Domingo, 15 de janeiro | Santa Marta | 2 – 5 | Puerta del Lago | Arena da Praia do Gonzaga, Santos |
| 11:15                  |             |       |                 |                                   |

## Fase Final
|  | Semifinais       | Semifinais      |   |               | Final            | Final |  |
|  |                  |                 |   |               |                  |       |  |
|  | 14 de janeiro    |                 |   |               |                  |       |  |
|  | Vasco da Gama    | 11              |   |               |                  |       |  |
|  | Punta Hermosa    | 1               |   |               |                  |       |  |
|  |                  |                 |   |               |                  |       |  |
|  |                  |                 |   |               | 15 de janeiro    |       |  |
|  |                  |                 |   |               | Vasco da Gama    | 8     |  |
|  |                  | Rosario Central | 1 |               |                  |       |  |
|  |                  |                 |   |               |                  |       |  |
|  |                  |                 |   |               |                  |       |  |
|  |                  |                 |   |               | Terceiro lugar   |       |  |
|  | 14 de janeiro    | 14 de janeiro   |   | 15 de janeiro | 15 de janeiro    |       |  |
|  | Rosario Central  | 4 (3)           |   | Punta Hermosa | 1                |       |  |
|  | Deportes Iquique | 4 (2)           |   |               | Deportes Iquique | 4     |  |

### Semifinais
| Sábado, 14 de janeiro | Vasco da Gama                                                                                                | 11 – 1    | Punta Hermosa | Arena da Praia do Gonzaga, Santos |
| 13:15                 | Bokinha 3' · Lucão 4' 23' · Mauricinho 7' 26' · Alan 10' 19' · Catarino 15' 29' · Jordan 35' · Luquinhas 36' | Relatório | 29' Arteaga   |                                   |

| Sábado, 14 de janeiro | Rosario Central                    | 4 – 4 (pro) | Deportes Iquique                                 | Arena da Praia do Gonzaga, Santos |
| 12:00                 | Gómez Cuevas 7' 23' · Agustini 21' |             | 8' Abarca · 14' Belaunde · 23' Flores · 24' Vega |                                   |

|                                 |       | Penalidades                 |  |
| Malias Gómez Cuevas M. Ponzetti | 3 – 2 | Echeverría Bolívar Belaunde |  |

### Disputa pelo 3º lugar
| Domingo, 15 de janeiro | Punta Hermosa | 1 – 4 | Deportes Iquique | Arena da Praia do Gonzaga, Santos |
| 12:40                  |               |       |                  |                                   |

### Final
| Domingo, 15 de janeiro | Vasco da Gama                                                           | 8 – 1     | Rosario Central | Arena da Praia do Gonzaga, Santos |
| 14:00                  | Bokinha 3' 14' 29' · Mauricinho 6' 16' 19' · Luquinhas 9' · Rafinha 27' | Relatório | 27' D’Amico     |                                   |

## Premiações
| Copa Libertadores de Areia de 2016 |
| Brasil                             |
| ---------------------------------- |
| Vasco da Gama Campeão (1º título)  |

### Prêmios individuais
| Melhor Jogador                  | Melhor Jogador | Melhor Jogador |
| ------------------------------- | -------------- | -------------- |
| Mauricinho ( Vasco da Gama)     |                |                |
| Artilheiro                      |                |                |
| Bokinha ( Vasco da Gama)        |                |                |
| 12 gols                         |                |                |
| Melhor Goleiro                  |                |                |
| Rafael Padilha ( Vasco da Gama) |                |                |

## Classificação final
| Pos | Time              | J | V | V+ | D | GP | GC | SG  |
| --- | ----------------- | - | - | -- | - | -- | -- | --- |
| 1º  | Vasco da Gama     | 6 | 6 | 0  | 0 | 52 | 11 | +41 |
| 2º  | Rosario Central   | 5 | 2 | 1  | 2 | 19 | 24 | –5  |
| 3º  | Deportes Iquique  | 6 | 4 | 0  | 2 | 30 | 23 | +7  |
| 4º  | Punta Hermosa     | 5 | 1 | 1  | 3 | 14 | 28 | –14 |
| 5º  | Puerta del Lago   | 5 | 3 | 0  | 2 | 26 | 22 | +4  |
| 6º  | Santa Marta       | 5 | 2 | 0  | 3 | 17 | 18 | –1  |
| 7º  | Malvín            | 6 | 2 | 1  | 3 | 38 | 42 | –4  |
| 8º  | Hamacas FC        | 6 | 0 | 1  | 5 | 27 | 41 | –14 |
| 9º  | Reales de Miranda | 4 | 0 | 0  | 4 | 11 | 25 | –14 |